# Standard Dynamic Range Video
SDR video, zkratka pro Standard-dynamic-range video, je technologie displeje představující rozsah světla od nejtmavších míst po ta nejsvětlejší. Je to předchůdce HDR videa, High-dynamic-range video, novější technologie, která měla SDR video překonat díky širšímu dynamickému rozsahu. SDR displej má na rozdíl od HDR displejů omezený rozsah jasu a barevného gamutu. SDR se používá v běžných displejích, jako je například CRT displej (Cathode Ray Tube displej), které mají omezenou škálu barev a jasu. SDR technologie se více používá u zařízeních s menším displejem, kde výhody HDR nejsou tolik znatelné, ale stále se používá i u počítačových obrazovek nebo televizí. Tuto technologii můžeme dodnes najít i u mnoha YouTube videí, filmů nebo her.

## Technické parametry

### Barevný gamut
Barevný gamut je barevné spektrum, které lze zobrazit digitálně. Používá se tzv. chromatický diagram CIE 1931, reprezentující všechny barvy, které může vidět lidské oko. Tento diagram je standard porovnávající různé barevné prostory. V případě SDR se jedná o barevný prostor Rec 709, sdílející stejné primární chromaticity (red, green, blue) jako sRGB, který je standardem pro HDTV (high-definition television). HDR používá barevný prostor Rec 2100, který je výrazně vetší než ten u SDR, díky čemuž má živější barvy.

### Jas
Chromatický diagram CIE 1931 má ještě třetí dimenzi, a tou je vnímání jasu barev. Displeje s vyššími hodnotami jasu zachycují lépe všechny odstíny barev, které daný barevný prostor reprezentuje. Díky tomu je možné zobrazit více barev viditelných pro lidské oko. Jas se měří v nitech nebo v candela/m2. V případě SDR je míra jasu kolem 100 nitů. U HDR je to až 1000 nitů.

### Barevná hloubka
SDR má barevnou hloubku 8 bitů, což znamená, že jedna primární barva může být zobrazena ve 256 variantách. HDR10 má barevnou hloubku až 10 bitů.

## Využití SDR
Ačkoli SDR nepřináší takový divácký zážitek jako HDR, díky jeho snadnému používání, kompatibilitě se skoro všemi displeji a ceně je i dnes využíván mnoha lidmi, protože nevyžaduje speciální vybavení. Ke stálému širokému využívání SDR přispívá i to, že mnoho spotřebitelských médií není kompatibilních s HDR. Sledování HDR obsahu na SDR obrazovce může přinést ještě horší sledovací zážitek než sledování na běžném SDR panelu.